# William A. Levey
Pour les articles homonymes, voir Levey.
William A. Levey est un réalisateur américain.

## Filmographie
Sauf indication contraire, les informations mentionnées dans cette section peuvent être confirmées par la base de données cinématographiques IMDb,  présente dans la section « Liens externes ».

### Acteur
- 1986 : Lightning, l'Étalon blanc (Lightning, the White Stallion) : l'ophtalmologiste
- 1989 : Hellgate (en) : l'homme dans le frigo
- 2007 : Requiem for an Actor de Robert Anthony Meyers : le réalisateur (court métrage)

### Producteur
- 1974 : To Be a Rose
- 1975 : Wham Bam Thank You Spaceman
- 1976 : Plaisirs sexuels au pensionnat (Slumber Party '57)
- 1977 : The Happy Hooker Goes to Washington (en)
- 1979 : Skatetown, U.S.A.
- 1984 : Monaco Forever

### Réalisateur
- 1973 : Blackenstein
- 1974 : To Be a Rose
- 1975 : Wham Bam Thank You Spaceman
- 1976 : Plaisirs sexuels au pensionnat (Slumber Party '57)
- 1977 : The Happy Hooker Goes to Washington (en)
- 1979 : Skatetown, U.S.A.
- 1984 : Monaco Forever
- 1986 : Lightning, l'Étalon blanc (Lightning, the White Stallion)
- 1989 : Hellgate (en)
- 1991 : Committed (en)

### Scénariste
- 1974 : To Be a Rose
- 1976 : Plaisirs sexuels au pensionnat (Slumber Party '57)
- 1979 : Skatetown, U.S.A.
- 1984 : Patrouille de nuit de Jackie Kong
- 1984 : Monaco Forever